# Canosio
Canosio (Cianeus in Piemontesisch, Chanuelhas in Okzitanisch) ist eine Gemeinde in der italienischen Provinz Cuneo (CN), Region Piemont.

## Lage und Einwohner
Canosio liegt 50 km westlich von der Provinzhauptstadt Cuneo entfernt im Valle Maira, das zu den Cottischen Alpen gehört. Das Gemeindegebiet umfasst eine Fläche von 48 km² und hat 76 Einwohner (Stand 31. Dezember 2023). Der Bevölkerungsrückgang von 1861 bis heute beträgt 90 %. Zur Gemeinde zählt auch der Weiler Preit, der für sein gut erhaltenes Ortsbild bekannt ist.
Die Nachbargemeinden sind Acceglio, Argentera, Marmora, Pietraporzio, Prazzo und Sambuco.

## Geschichte

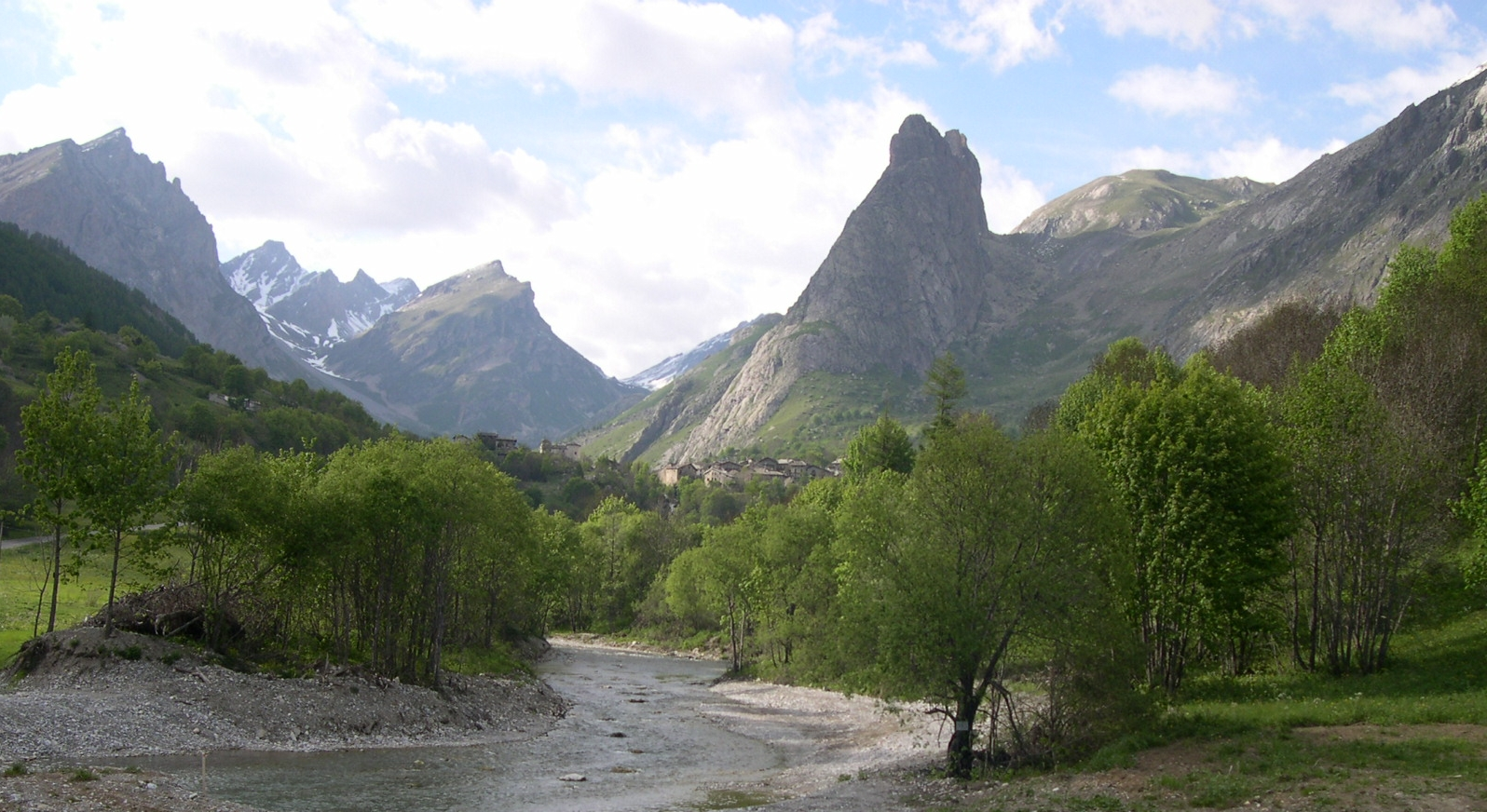
Im Tal der Maira

Der Ortsname, der in einem Dokument aus der zweiten Hälfte des 13. Jahrhunderts in der Form „Casale de Canoys“ erscheint, hat eine unsichere Etymologie. Einige Gelehrte berichten, dass er mit dem lateinischen Adjektiv CANNOSUS, einer Ableitung von CANNA, in Beziehung gesetzt wird von anderen mit dem Namen einer Person. Es gibt keine Informationen über die ersten Ereignisse des Dorfes und auch seine Ursprünge sind ungewiss.
Die ersten Zeugnisse stammen aus den Jahren, in denen das Maira-Tal Gegenstand erbitterter Streitigkeiten zwischen dem Markgrafen von Saluzzo und dem Markgrafen von Busca war, der 1247 überließ seinem mächtigsten Nachbarn das gesamte Tal. Im Jahr 1601 setzten die Savoyer offiziell ihre unbestrittene Herrschaft durch. Die Präsenz von Denkmälern ist dürftig. Tatsächlich gibt es keine Gebäude von einem bestimmten historisch-architektonischen Wert, mit Ausnahme der Pfarrkirche antiken Ursprungs, die Ende des 18. Jahrhunderts wieder aufgebaut wurde.